# Halichoeres sazimai
Halichoeres sazimai is een straalvinnige vissensoort uit de familie van de lipvissen (Labridae). De wetenschappelijke naam van de soort is voor het eerst geldig gepubliceerd in 2009 door Luiz, Ferreira & Rocha.